# Seajet-Klasse
Die Seajet-Klasse, auch Prudential-Seajet-Klasse des Marad Design C4-S-64b war ein in zwei Einheiten gebauter Schiffstyp der US-amerikanischen Reederei Prudential Lines.

## Geschichte
Der Entwurf des Typs C4-S-64b der United States Maritime Administration (MARAD) war eine Weiterentwicklung des Typs C4-S-64a American-Racer-Klasse der Reederei United States Lines, der auf den Anfang der 1960er-Jahre gebauten Schiffe des Marad Design C4-S-60a fußt. Der Bau der fünf jeweils elf Millionen US-Dollar teuren Schiffe wurde von der MARAD im Rahmen des Long Range Shipbuilding Program bei der Werft Bethlehem Shipbuilding Sparrows Point in Auftrag gegeben, welche die beiden Schiffe 1966/67 ablieferte. Eingesetzt wurden die Schiffe schließlich auf den von der Prudential Lines betriebenen Dienst von den Vereinigten Staaten zum Mittelmeer. 1978 übernahm die Reederei Delta Line die beiden Schiffe und benannte sie in Delta America und Delta Africa um. Zwei Jahre darauf wurde das Schiffspaar weiterverkauft und als Santa Juana und Santa Adela weiter betrieben. Die Santa Juana wurde längere Zeit auf der Route von Subic Bay zur Versorgung des Flottenstützpunkts Diego Garcia und über Singapur zurück nach Subic Bay eingesetzt. Die beiden Schiffe waren unter diesen Namen weitere zehn Jahre in Fahrt und gingen 1991 schließlich zur Verschrottung ins indische Alang.

## Technik
Der von Jerome Goldman auf Basis der Challenger II-Klasse entwickelte Stückgutschiffsentwurf mit kurz hinter der Schiffsmitte liegendem stromlinienförmigen Brückenhaus, stark vornüberfallendem Steven mit Bugwulst und einem Kreuzerheck verfügte über eine ungewöhnlich vollständige Ausstattung. Die ursprüngliche Aufteilung war die eines herkömmlichen Stückgutschiffs mit Einrichtungen für sechs Passagiere. Es konnten neben den üblichen Stückgütern auch eine Reihe von Sonderladungen transportiert werden. Außerdem waren die Laderäume noch  auf den Transport von Kühlladungen und auf Containerstauung eingerichtet. Darüber hinaus besaßen die Schiffe  Ladetanks im Unterraum und ein gesondertes Deck zur Mitnahme von Kraftfahrzeugen. Alle Lukendeckel waren vom Typ Götaverken-Hydratorque und wurden von der Wiley Manufacturing Company in Lizenz gefertigt. Die Lukendeckel mit großem Decksöffnungsgrad auf dem Hauptdeck sollten im Zusammenhang mit den großen hydraulischen Zwischendecksluken einen problemlosen vertikalen Zugang zur Ladung gewährleisten. Die Umschlageinrichtungen bestanden aus schnellen Ladebäumen.
Der Schiffstyp erreichte durch seinen Getriebedampfturbinenantrieb Geschwindigkeiten von gut 21 Knoten. Sowohl die Maschinenanlage, als auch zahlreiche andere Einrichtungen an Bord waren automatisiert oder fernüberwacht, um die Besatzungsstärke zu verringern. Eine weitere bemerkenswerte Besonderheit für ein Frachtschiff dieser Zeit war die Ausstattung mit Flume-Stabilisatoren.

## Die Schiffe
| Marad Design C4-S-64b / Seajet-Klasse                                          | Marad Design C4-S-64b / Seajet-Klasse | Marad Design C4-S-64b / Seajet-Klasse | Marad Design C4-S-64b / Seajet-Klasse | Marad Design C4-S-64b / Seajet-Klasse                                                                            |
| Bauname                                                                        | Baunummer                             | IMO-Nummer                            | Ablieferung                           | Spätere Namen und Verbleib                                                                                       |
| ------------------------------------------------------------------------------ | ------------------------------------- | ------------------------------------- | ------------------------------------- | --- |
| Prudential Seajet                                                              | 4605                                  | 6523028                               | 1. April 1966                         | 1978 Delta America, 1980 Santa Juana, ab 1. April 1991 in Alang abgebrochen                                      |
| Prudential Oceanjet                                                            | 4606                                  | 6603397                               | 10. Juni 1966                         | 1978 Delta Africa, 1980 Santa Adela, ab 31. März 1991 bei Ghasiram Gokalchand Shipbreaking in Alang verschrottet |
| Daten: Lloyd’s Register of Shipping (diverse Jahrgänge), Equasis, grosstonnage |                                       |                                       |                                       | |